# Rodopi, Haskovo
Rodopi (în bulgară Родопи) este un sat în comuna Haskovo, regiunea Haskovo,  Bulgaria. 

## Demografie
Componența etnică a satului Rodopi
     Bulgari (92,5%)
     Romi (2,5%)
     Nicio identificare (5%)
     Altele (0%)
La recensământul din 2011, populația satului Rodopi era de 120 locuitori. Din punct de vedere etnic, majoritatea locuitorilor (92,5%) erau bulgari, cu o minoritate de romi (2,5%). Pentru 5% din locuitori nu este cunoscută apartenența etnică.